# Йенданг (язык)
Йенданг (также кусеки, нья корок, нья йенданг, ньянданг, яданг, янданг, йендам, юндум; англ. yendang, kuseki, nya korok, nya yendang, nyandang, yadang, yandang, yendam, yundum) — адамава-убангийский язык, распространённый в восточных районах Нигерии, язык народа йенданг. Входит в состав ветви леко-нимбари подсемьи адамава. Наиболее близок языкам йотти и вака.
Численность носителей по данным 1987 года — около 50 000 человек. Язык бесписьменный.

## Классификация
Согласно классификациям, представленным в справочнике языков мира Ethnologue и в «Большой российской энциклопедии», язык йенданг входит в подгруппу янданг вместе с языками бали, кпасам, кугама и йотти. Указанная подгруппа включается в состав группы мумуйе-янданг ветви леко-нимбари подсемьи адамава адамава-убангийской семьи.
В классификации Р. Бленча язык йенданг в пределах подгруппы янданг (в терминологии Р. Бленча — йенданг) вместе с языками вака и йотти (йоти) образуют обособленный кластер. Помимо йенданг, йотти и вака в подгруппу янданг также включаются языки теме, генгле и кумба (сате, йофо), которые традиционно рассматриваются как языки подгруппы мумуйе. Подгруппа янданг в классификации Р. Бленча является частью группы мумуйе-янданг (в терминологии Р. Бленча — мумуйе-йенданг) подсемьи адамава адамава-убангийской семьи.
В классификации, опубликованной в базе данных по языкам мира Glottolog, язык йенданг вместе с языком вака образуют кластер вака-йенданг, входящий в вместе с языком теме в языковое объединение вака-йенданг-теме. Языки вака-йенданг-теме и языки бали-кпасам (бали, кпасам, йотти) составляют подгруппу янданг. Эта подгруппа языков последовательно включается в следующие языковые объединения: языки мумуйе-янданг, центрально-адамавские языки, камерунско-убангийские языки и северные вольта-конголезские языки. Последние вместе с языками бенуэ-конго, кру, ква вольта-конго и другими образуют объединение вольта-конголезских языков.
По общепринятой ранее классификации Дж. Гринберга 1955 года язык йенданг включается в одну из 14 подгрупп группы адамава адамава-убангийской семьи вместе с языками кумба, мумуйе, генгле, теме, уака и зинна.

## Лингвогеография

### Ареал и численность
Ареал языка йенданг размещён на востоке Нигерии к югу от реки Бенуэ, к востоку от города Джалинго и к западу от города Йола. Согласно современному административно-территориальному делению Нигерии, носители языка йенданг расселены на границе штатов Тараба и Адамава. Ареал языка йенданг находится в районах Джалинго, Зинг, Карим Ламидо, Йорро и Бали (в северо-восточной части территории штата Тараба), а также в районе Майо-Белва (в юго-западной части территории штата Адамава). Часть носителей языка йенданг живёт в административном центре штата Адамава — в городе Йола.
Ареал языка йенданг вытянут с северо-запада на юго-восток по границе штатов Тараба и Адамава. На востоке ареал языка йенданг граничит с областью распространения диалекта адамава северноатлантического языка фула и с ареалами адамава-убангийских языков вака, теме, генгле и кумба. С юга к ареалу языка йенднг примыкает ареал дакоидного языка ламджа-денгса-тола, с запада — ареалы адамава-убангийских языков мумуйе и йотти. К северу от области распространения языка йенданг размещены ареал джукуноидного языка джиба, ареал центральночадского языка бачама и ареал адамава-убангийского языка кпасам.
По данным 1952 года численность носителей языка йенданг составляла 8100 человек, по данным 1973 года — 10 000 человек. Согласно сведениям, представленным в справочнике Ethnologue, численность говорящих на языке йенданг в 1987 году составила 50 000 человек. По современным оценкам сайта Joshua Project численность носителей этого языка составляет около 106 000 человек (2017).

### Социолингвистические сведения
Согласно данным сайта Ethnologue, в отношении степени сохранности язык йенданг является так называемым стабильным языком, поскольку устойчиво используется в устном бытовом общении представителями этнической общности йенданг всех поколений, включая детей. Как второй язык йенданг распространён среди этнических групп, живущих по соседству, на нём говорят носители языков кугама, ньонг, теме и йотти. Часть представителей народа йенданг владеет помимо родного также языками хауса, мумуйе, фула (в варианте нигерийский фульфульде) и английским языком. Представители народа йенданг в основном исповедуют христианство (90 %), часть из них придерживается традиционных верований (10 %).

### Диалекты
Диалекты языка йенданг — кусеки (кушеки), йофо и поли (акуле, якуле). В работе Р. Бленча The Adamawa Languages как один из диалектов языка йенданг указан идиом йотти (йоти), обычно рассматриваемый как самостоятельный язык.

## Лингвистическая характеристика

### Морфология

#### Числительное
Числительные языка йенданг:
| 1  | ɓīntī             |
| 2  | ínī               |
| 3  | tâːt              |
| 4  | nâːt              |
| 5  | ɡhìnān            |
| 6  | ɡètīntī           |
| 7  | ɡéːtìnī           |
| 8  | ɓɔ̄lánāːt          |
| 9  | nòkɔ́mtâːt         |
| 10 | koːb              |
| 11 | koːb tī ɓīntī     |
| 12 | koːb tī ínī       |
| 13 | koːb tī tâːti     |
| 14 | koːb tī nâːt      |
| 15 | koːb tī ɡhìnān    |
| 16 | koːb tī ɡètīntī   |
| 17 | koːb tī ɡéːtìnī   |
| 18 | koːb tī ɓɔ̄lánāːt  |
| 19 | koːb tī nòkɔ́mtâːt |
| 20 | mīm ɓīntī         |

| 21   | mīm ɓīntī tī ɓīntī     |
| 22   | mīm ɓīntī tī ínī       |
| 23   | mīm ɓīntī tī tâːt      |
| 24   | mīm ɓīntī tī nâːt      |
| 25   | mīm ɓīntī tī ɡhìnān    |
| 26   | mīm ɓīntī tī ɡètīntī   |
| 27   | mīm ɓīntī tī ɡéːtìnī   |
| 28   | mīm ɓīntī tī ɓɔ̄lánāːt  |
| 29   | mīm ɓīntī tī nòkɔ́mtâːt |
| 30   | mīm ɓīntī tī kɔːb      |
| 40   | mīm ínī (20x2)         |
| 50   | mīm ínī tī kɔːb        |
| 60   | mīm tâːt (20x3)        |
| 70   | mīm tâːt tī kɔːb       |
| 80   | mīm nâːt (20x4)        |
| 90   | mīm nâːt tī kɔːb       |
| 100  | mīm ɡhìnān (20x5)      |
| 200  | mīm kɔːb (20x10)       |
| 1000 | mīm kɔːb raː ɡhinram   |
| 2000 | mīm kɔːb raː kɔːb      |